# Bahawalnagar
Bahawalnagar (pendżabski/urdu: بہاولنگر) – miasto w Pakistanie, w prowincji Pendżab. Według danych na rok 1998 liczyło 111 313 mieszkańców.